# Wieczór Trzech Króli
Wieczór Trzech Króli (ang. Twelfth Night, or What You Will) – komedia autorstwa Williama Shakespeare’a, napisana około 1600 roku. Jej nazwa nawiązuje do święta „Trzech Króli”, obchodzonego 6 stycznia. Imię głównego bohatera, Orsino, zostało prawdopodobnie zapożyczone od włoskiego możnowładcy, Orsiniego, księcia Bracciano, który odwiedził Londyn zimą 1600-1601.

## Inscenizacja i publikacja

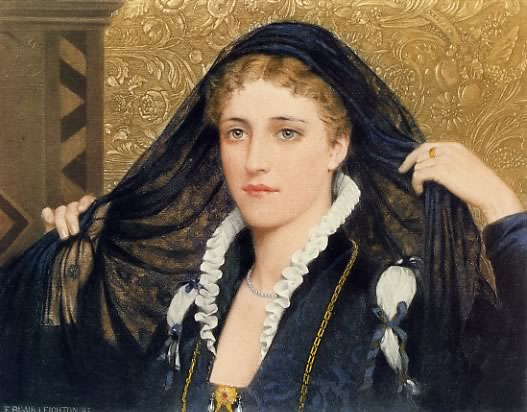
Olivia (1888), Edmund Blair Leighton

Sztuka ta została prawdopodobnie wystawiona na scenie po raz pierwszy w 1602 roku przez grupę teatralną Szekspira, Lord Chamberlain’s Men. Wiadomo także o późniejszych przedstawieniach, datowanych na 1618 i 1623 rok.
Nie ukazała się drukiem przed wydaniem w Pierwszym Folio w 1623 roku.

## Fabuła
Akcja toczy się w krainie o nazwie Iliria. O ile dzisiaj możemy ją utożsamić z Albanią, o tyle w czasach Szekspira nazwa ta kojarzyła się raczej z fikcyjną krainą. Podobnie jak inne komedie tego autora, komedia ta jest komedią pomyłek.
Na początku utworu, główna bohaterka, Viola rozbija się wraz ze swoim bratem bliźniakiem, Sebastianem u wybrzeży Ilirii. Rodzeństwo jednak traci ze sobą kontakt i nie potrafi się odnaleźć. Viola postanawia przebrać się za mężczyznę i rozpoczyna służbę na dworze księcia Orsino, zakochanego w pięknej damie, Olivii. Książę postanawia więc użyć rozbitka jako posłańca między nimi. Olivia, wierząc, że Viola jest mężczyzną, zakochuje się w niej. Ta zaś podkochuje się w księciu, który uznaje ją za swoją powierniczkę. Kiedy na scenie pojawia się Sebastian, zamieszanie staje się jeszcze większe. Olivia, biorąc Sebastiana za Violę, bierze z nim potajemnie ślub. Kiedy wreszcie na scenie pojawia się cała czwórka, nie ma już wątpliwości, że Viola jest kobietą w przebraniu, a Sebastian jest jej zaginionym bratem. Wszystko kończy się deklaracją małżeństwa pomiędzy Violą i księciem, Sebastianem i Olivią, a także deklaracją trzeciej pary.
Sam akt zaślubin nie zostaje jednak ukazany na scenie.

## Tematy

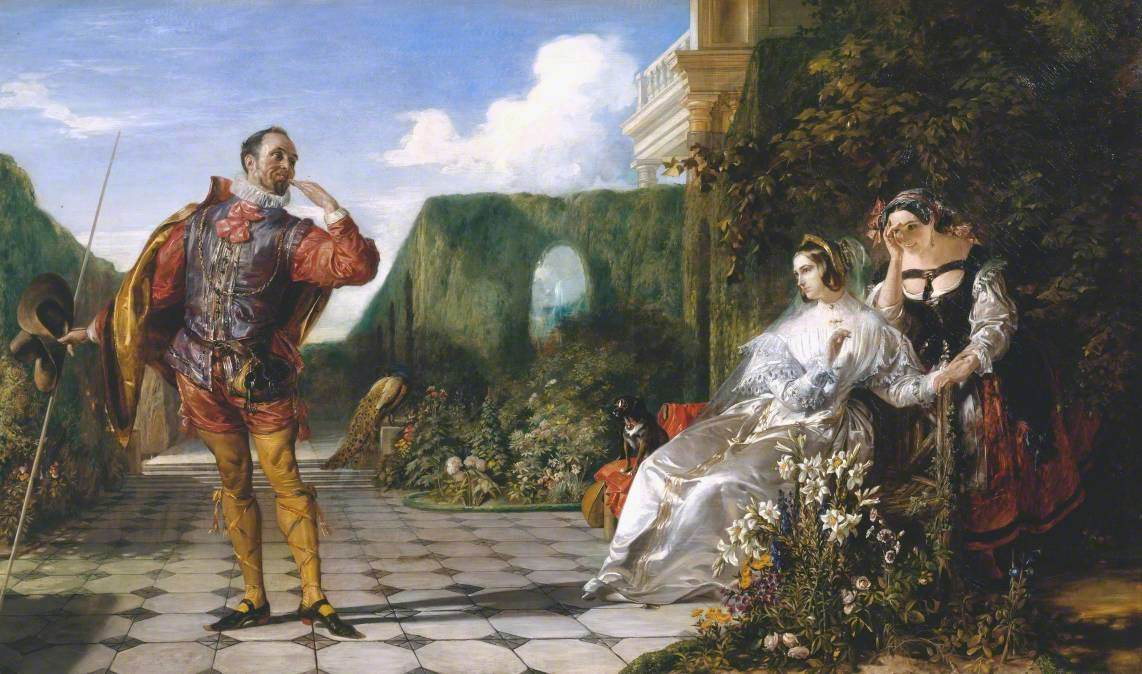
Malvolio i Olivia

Komedia ta zaliczana jest do najpopularniejszych i najzabawniejszych dzieł Szekspira, często jest wystawiana na scenie. Autor próbuje poruszać tematy takie, jak rozwarstwienie społeczeństwa, ludzka tożsamość czy wreszcie różnice pomiędzy płciami. Fabuła tego utworu pozwala autorowi na pokazanie, jak w skrajnych sytuacjach mogą zareagować różne charaktery.

## Realizacje

### Ekranizacje
Sztuka ta została przeniesiona na ekran po raz pierwszy w 1910 roku. W 1937 roku BBC stworzyło 37. minutową, telewizyjną wersję tego utworu. Było to zarazem pierwsze ukazanie dzieła Szekspira na małym ekranie. W jedną z ról wcieliła się późniejsza zdobywczyni Oscara, Greer Garson.
W 1996 nakręcono brytyjsko-amerykańską adaptację sztuki Wieczór Trzech Króli, której akcję umieszczono w realiach XIX wieku.
W 2006 roku powstał film Ona to on, który przenosi problemy zaprezentowane w tym utworze do czasów współczesnych, podobnie, jak ma to miejsce w Zakochanej złośnicy. Pizzeria w fikcyjnym mieście nazywa się Cesario’s, szkoła zaś nosi nazwę Illyria. Reżyserem był Andy Fickman.

### Ważniejsze polskie realizacje teatralne
- 26 maja 1902, Teatr Miejski we Lwowie, Karol Adwentowicz w roli Orsino.
- 5 stycznia 1906, Teatr Miejski w Krakowie, Stanisław Stanisławski w roli Orsino.
- 27 września 1947, Teatr im. Juliusza Słowackiego w Krakowie, reż. Bronisław Dąbrowski i Maryna Broniewska, Kazimierz Meres w roli Orsino.
- 27 sierpnia 1950, Teatr Współczesny w Warszawie, reż. Erwin Axer, Stanisław Jaśkiewicz w roli Orsino.
- 3 października 1953, Teatr Miejski im. Ludwika Solskiego w Tarnowie, reż. Romana Bohdanowicz[1].
- 20 czerwca 1959, Teatr Polski we Wrocławiu, reż. Maria Leonia Jabłonkówna, Igor Przegrodzki w roli Orsino.
- 1 czerwca 1960, Teatr Narodowy w Warszawie, reż. Józef Wyszomirski, Jan Żardecki w roli Orsino.
- 2 września 1961, Teatr Ludowy w Nowej Hucie, reż. Krystyna Skuszanka, Andrzej Hrydzewicz w roli Orsino.
- 28 października 1971, Teatr Komedia w Warszawie, reż. Alina Obidniak, Krzysztof Orzechowski w roli Orsino.
- 1 marca 1976, Teatr Stara Prochownia, reż. Jan Kulczyński, Hanna Stankówna w roli Orsino.
- 29 października 1999, Teatr Polski w Poznaniu, reż. Waldemar Matuszewski, Andrzej Szczytko w roli Orsino.
- 12 kwietnia 2003, Teatr Ludowy w Krakowie, reż. Katarzyna Deszcz, Andrzej Deskur jako Orsino.
- 18 czerwca 2011, Teatr Polski w Warszawie, reż. Dan Jemmett, Radosław Krzyżowski jako Orsino[2].
- 02-21 lipca 2024, First Gate Theater Foundation w Warszawaie, reż. John Weisgerber